# Brachytemnus
Brachytemnus är ett släkte av skalbaggar som beskrevs av Thomas Vernon Wollaston 1873. Brachytemnus ingår i familjen vivlar.
Släktet innehåller bara arten Brachytemnus porcatus.